# Francesco Bellucci
Francesco Bellucci (Osimo, 23 febbraio 1973) è un dirigente sportivo ed ex calciatore italiano, di ruolo difensore.

## Carriera

### Giocatore

#### Gli inizi
Cresciuto nella squadra della sua città, l'Osimana, Bellucci iniziò a giocare a calcio all'età di 10 anni e quattro anni dopo esordì, con la stessa maglia, nella formazione titolare militante in Interregionale.

#### Nella massima serie: Bari e Cagliari
Venne notato dagli osservatori del Bari, neopromosso in Serie A, e inserito nella formazione Primavera. Passò stabilmente in prima squadra nella stagione 1991-1992 esordendo in Serie A il 24 novembre 1991 in Napoli-Bari 1-0: in stagione il difensore marcò 20 presenze nella massima serie, ma vide al contempo la retrocessione dei pugliesi in Serie B. Nella sua seconda stagione con la maglia del Bari, disputata nella serie cadetta, giocò invece una sola gara in campionato e una in Coppa Italia.
Nel 1992 fu acquistato dal Cagliari, in Serie A, ma nella prima stagione giocò solo 4 gare: i rossoblu finirono sesti in campionato, conquistando la qualificazione alla Coppa UEFA dell'anno seguente. Nella stagione successiva, Bellucci disputò 15 partite in campionato, senza però segnare alcuna rete, con i rossoblu che (impegnati in Coppa Uefa, competizione nella quale il difensore marcò cinque presenze, con la squadra che arrivò fino alle semifinali) terminarono poco sopra la zona retrocessione. Nel 1994-1995 i sardi terminarono al nono posto, con Bellucci che fece quindici presenze.

#### Avellino, Lecce e Treviso
Nel 1995-1996 il difensore venne ceduto all'Avellino, militante in Serie B, con il quale giocò 22 partite segnando una rete.
Con gli avellinesi il difensore rimase solo una stagione, prima di essere ceduto al Lecce, neopromosso nella serie cadetta: con i pugliesi giocò 27 gare segnando una rete e conquistando, con il terzo posto finale, la promozione in Serie A. Nella stagione successiva Bellucci contrasse l'epatite A e saltò tutto il girone d'andata: al suo ritorno in campo disputò 15 gare, ma il Lecce retrocedette in Serie B terminando penultimo. Nel 1998-1999 il difensore tornò titolare, disputando ulteriori 27 presenze e mettendo a segno una rete, con i pugliesi che terminarono nuovamente al terzo posto conquistando così una nuova promozione nella massima serie.
A seguito di alcune discussioni con l'allora direttore sportivo Pantaleo Corvino, Bellucci decise di passare al Treviso in Serie B. Nella sua prima stagione segnò una rete in 27 gare, con i veneti che terminarono ottavi in classifica. Nel 2000-2001 il difensore rimase titolare disputando 24 gare, ma la formazione trevisana terminò quartultima e retrocedette in Serie C. Il difensore rimase in Veneto per un'ulteriore stagione, siglando due reti in 33 presenze, con la squadra che terminò quarta in campionato venendo però eliminata dalla Lucchese ai play-off.

#### Messina, Lucchese e il ritiro
Nel 2002-2003 Bellucci passò al Messina, nuovamente nella serie cadetta, dove disputò 31 partite segnando una rete, con la squadra che conquistò la salvezza terminando al tredicesimo posto. Successivamente passò alla Lucchese, dove rimase per gli ultimi quattro anni della sua carriera, disputando quattro campionati di Serie C1 e ritirandosi nel 2007 a causa di un problema al ginocchio, all'età di 34 anni, dopo 83 presenze con la maglia dei toscani.
In totale, Bellucci contò: 69 presenze (senza reti) in Serie A, 159 gare (con 5 gol) in Serie B e 114 presenze (con una marcatura) in Serie C.

### Dirigente
Terminata la carriera da giocatore, ha assunto il ruolo di team manager della Lucchese, sua ultima squadra, dal 2007 al 2008, quando è stato licenziato a causa del fallimento della società toscana. È stato l'allenatore in seconda di Michele Loseto detto "Valeriano" della SS Fidelis Andria 1928 squadra militante in serie C (ex Lega Pro). Ad oggi dirige le giovanili della sua squadra di nascita, l’osimana.

## Palmarès

### Club

#### Competizioni internazionali
- Coppa Mitropa: 1

Bari: 1990